# Arthur Lakes
Arthur Lakes (21 december 1844 - 21 november 1917) was een Engels/Amerikaans geoloog, paleontoloog, kunstenaar, schrijver, leraar en dominee. Hij legde veel van zijn geologische en paleontologische werk vast in schetsen en waterverfschilderijen. Lakes staat bekend als Father of the Geology in Colorado en als economisch geoloog leidde hij exploraties naar mineralen die erg belangrijk waren voor die staat.
Lakes werd geboren in Martock, Somerset, Engeland als jongere zoon van dominee John Lakes. Lakes kreeg zijn middelbareschoolopleiding op het Queen Elizabeth College te Guernsey. Hij studeerde vanaf 5 februari 1863 twee jaar geologie aan het Queen's College in Oxford en vatte daar al een belangstelling voor fossielen op. In de zomer van 1865 brak hij zijn studie af en emigreerde naar Canada waar hij een tijdje als leraar werkte. Later verhuisde hij naar Golden, Colorado waar hij les gaf in Latijn en Engels aan de Jarvis Hall Collegiate School. Toen er als onderdeel daarvan in 1870 een mijnschool en een theologieopleiding (Mathews Hall) geopend werd, onderwees hij daar schrijven en tekenen. In 1874, toen hij aangesteld was als deken vanuit de theologieopleiding, begon hij daarnaast te prediken in verschillende omliggende stadjes. In de jaren 1877 en 1878 fungeerde hij in Morrison als dominee van de Anglicaanse Kerk.

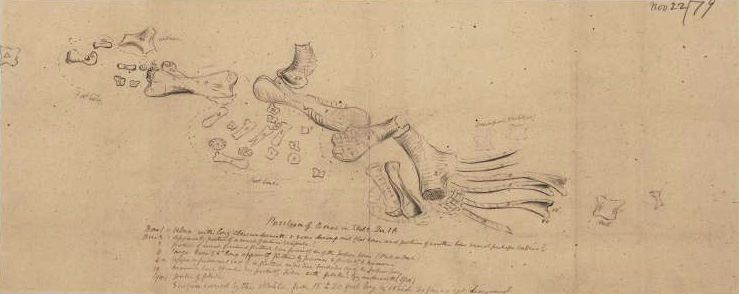
Een schets door Arthur Lakes uit 1879 van botten van Stegosaurus zoals hij die in de grond aantrof

Lakes is vooral bekend geworden om de paleontologische opgravingen die hij tussen maart 1877 en mei 1879 uitvoerde in de beroemde beenderbedden van de Dinosaur Ridge. Die vertegenwoordigden toen de rijkste Mesozoïsche dinosauriërvindplaatsen die ooit ontdekt waren. Lakes vond zijn eerste dinosauriërbot samen met kapitein-ter-zee Henry C. Beckwith. In 1878 brandde het scholencomplex van Golden tot de grond toe af en tijdelijk werkloos ging Lakes op zoek naar een bijverdienste. Hij had al in april 1877 wat fossielen verkocht aan professor Othniel Charles Marsh die ze benoemde als Titanosaurus montanus. Dat trok ook de aandacht van andere paleontologen: Lakes kreeg bijvoorbeeld in de zomer van 1877 bezoek van een jonge Henry Fairfield Osborn, de latere directeur van het American Museum of Natural History. Andere fossielen had hij opgezonden naar Marsh's rivaal Edward Drinker Cope; toen Cope ze niet snel genoeg aankocht, liet Lakes ze, tot Copes grote ergernis, doorsturen naar Marsh — die overigens pas zelf zijn partij aangekocht had nadat hij hoorde dat ook Cope benaderd was. Lakes bleef nu, tegen een loon van honderd dollar per maand, enkele jaren voor Marsh werken en groef zo in opdracht de eerste bekende resten van Stegosaurus, Allosaurus en Apatosaurus op. Daarbij werkte hij samen met andere verzamelaars in dienst van Marsh, zoals William Harlow Reed en Benjamin Mudge. In de winter van 1878/1879 bezocht Lakes Marsh in Yale University om zijn kennis wat te vergroten. Na de ontdekkingen in de Morrison verrichtte hij in 1879/1880 voor Marsh opgravingen in de nog rijkere bedden van Como Bluff in Wyoming, alwaar hij Camptosaurus ontdekte en veel stegosaurisch materiaal opgroef. Lakes paste in die tijd als eerste in Amerika de techniek toe om fossielen in gips te verpakken voor ze getransporteerd werden. Lakes was voornamelijk door Marsh naar Wyoming gestuurd om een oogje in het zeil te houden bij Reed, die veel te chaotisch werkte. Dat leidde tot een ruzie tussen beiden. Lakes werd in Wyoming ook bezocht door Cope die, hoewel van het "vijandelijke kamp", op hem een zeer goede indruk maakte. Lakes hield een verslag van zijn werkzaamheden bij, dat hij illustreerde met aquarellen. Latere schrijvers hebben er vaak ironisch op gewezen dat hij voor een leraar Engels en tekenen opvallend veel spelfouten maakte en vrij naïef schilderde. Marsh vernoemde de soort Diplodocus lacustris, "van het meer", naar Lakes.

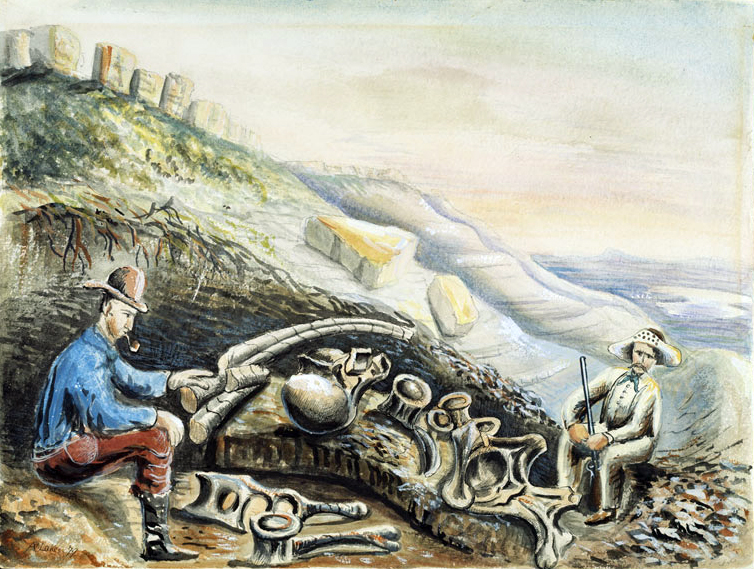
Een aquarel door Lakes

In 1880 keerde Lakes terug naar Golden en werkte tussen 1882 en 1891 als parttime professor geologie aan wat later de Colorado School of Mines werd. Hij stichtte er een geologiemuseum met een grote mineralencollectie. De school heeft nu nog een Arthur Lakes Library. Lakes hield veel lezingen voor een groter publiek over geologie en paleontologie. In 1888 publiceerde hij The Geology of Colorado Ore Deposits. Naast zijn onderwijsactiviteiten was Lakes een veel geconsulteerd mijningenieur en tussen 1895 en 1904 redacteur van het blad Mines and Minerals; hij was ook een tijd redacteur van The Colliery Engineer and Metal Miner. Hij werkte ook voor de United States Geological Survey. Lakes verloor zijn zuiver wetenschappelijke belangstelling niet en bleef lid van de Colorado Scientific Society. In dat kader voerde hij in 1897 nog een kleine expeditie uit met een medewerker van Osborn, Jacob Lawson Wortman, om zoogdierfossielen te zoeken bij Akron. In 1900 poogde Osborn Lakes te bewegen diens oude groeven in Colorado te heropenen. In zijn latere leven, vrijwel tot aan zijn dood, was Lakes echter vooral actief in het opsporen van edele metalen, steenkool en aardolie. In 1895 verscheen zijn Prospecting for Gold and Silver. In 1905 ging hij met pensioen bij de Colorado School of Mines en verhuisde in 1912 na de dood van zijn vrouw naar zijn zoon Arthur jr. in Ymir in British Columbia alwaar hij in 1917 overleed in Nelson. Lakes huwde in 1883 Edith Slater. Samen kregen ze drie zonen waarvan er twee de volwassen leeftijd bereikten: Arthur John Lakes geboren in 1885 en Harold Lakes geboren in 1887. Beiden werkten als mijningenieur.